# 教育大辞典
《教育大辞典》是一部1986年开始编撰的百科辞典，1992年出齐共25个分册的12卷本，1998年出版合卷本，对近三分之一的词条作了修订。该书由顾明远任主编，其编撰计划始于1985年武汉召开的研讨会，为七五计划的重点项目。书中收入词条2万多个，700万字左右。全书涵盖各时期、各年龄段及各种专业学科的教育，还收入了关于民族教育、港澳及海外华人教育的内容。该书是中华人民共和国成立后编撰的首部教育百科。